# Phlugis gracila
Phlugis gracila är en insektsart som beskrevs av Nickle 2003. Phlugis gracila ingår i släktet Phlugis och familjen vårtbitare. Inga underarter finns listade i Catalogue of Life.